# Atemgas
Als Atemgas bezeichnet man im engeren Sinne ein Gasgemisch, das für Atmung mit Druckluftatemgeräten verwendet wird (Atemschutzgeräte der Feuerwehr, Atemregler beim Tauchen, in der Anästhesie bei der Anwendung von Inhalationsanästhetika). 
Im weitesten Sinne wird aber in der Physiologie der Atmung (Lungenventilation) auch das gemeinhin als Atemluft bezeichnete Atemgasgemisch als solches bezeichnet. Erfährt doch die „Atemluft“ eine entsprechende Konditionierung, etwa Wasserdampfsättigung, Veränderung der intraalveolären Gaszusammensetzung (Gaspartialdruck) usw.
Beim Einsatz von Atemgeräten wird das Atemgas in komprimierter Form in einer Druckluftflasche mitgeführt.
Während in Atemgeräten ausschließlich normale Luft zur Anwendung kommt, werden beim Tauchen sowohl im kommerziellen Bereich (Berufstauchen) wie auch zunehmend beim gehobenen Sporttauchen (Nitrox, Technisches Tauchen) Gemische eingesetzt, die zusätzlich zu den Bestandteilen gewöhnlicher Luft noch weitere Komponenten enthalten oder die vollständig anders zusammengesetzt sind.

## Tauchen

### Gängige Atemgaskomponenten und ihre Bedeutung
Die Verwendung von Luft abweichender Gemische hat im Wesentlichen zwei Gründe, die mit dem in zunehmender Tauchtiefe ansteigenden Druck zusammenhängen:
- Fast jedes Gas kann ab einem gewissen Gasdruck toxisch auf den Organismus eines Menschen wirken. Diese Gefahr kann verringert werden, indem entweder der Anteil (bei Gasgemischen wird hier meist mit dem Partialdruck gerechnet) der gefährlich werdenden Komponente reduziert oder sie völlig gegen ein bei diesem Druck ungefährlicheres Gas ausgetauscht wird.
- Je höher der Gasdruck, desto größer wird auch die Dichte des Atemgases, was ein erschwertes Strömen des Gases und damit einen Anstieg des Atemwiderstandes bewirkt. Dies kann zu einer Erschöpfung der Atemmuskulatur und damit zu Atemproblemen führen.

#### Sauerstoff
Jedes zum Atmen bestimmte Gasgemisch muss Sauerstoff enthalten. Beim Tauchen geht man davon aus, dass – abhängig von den Umgebungs- und Arbeitsbedingungen – Sauerstoff ab einem Partialdruck von circa 1,4 bar (Kälte, schwere Arbeit) bis 1,6 bar (warm, keine Anstrengung) zunehmend giftig auf das Zentralnervensystem einwirkt (Sauerstoffvergiftung), wobei die Gefahr bei noch höheren Drücken überproportional ansteigt und die Vergiftung ohne Vorwarnung schlagartig eintreten kann.
Vergleichbar mit den Inertgasen findet auch beim Atmen von Sauerstoff unter höherem Druck eine Anreicherung im Organismus statt, die jedoch auf das Nervensystem beschränkt ist (erlangt nur bei Atemgemischen mit im Vergleich zu Luft deutlich erhöhtem Sauerstoffgehalt Bedeutung). Dies hat zur Folge, dass auch für Sauerstoff Entsättigungszeiten und Restsättigungen berücksichtigt werden müssen.

#### Inertgase
Unabhängig von der physikalisch/chemischen Bedeutung von Inertgas versteht man bei Atemgasen hierunter ein Gas, welches nicht an den Stoffwechselvorgängen beteiligt ist und lediglich der Verdünnung des lebensnotwendigen Sauerstoffs dient.
Aufgrund des Gesetzes von Henry lösen sich im Verlaufe des Aufenthaltes unter erhöhtem Druck die Inertgase mit steigendem Druck verstärkt im Körpergewebe und reichern sich an. Die Geschwindigkeit und der Grad der Aufsättigung hängt stark mit der Gewebeart und dessen Durchblutung zusammen, wobei gilt: Je stärker durchblutet, desto schneller und stärker gehen die Gase in Lösung.
Wird der Druck nun verringert, treten die gelösten Gase wieder aus den Geweben aus. Geschieht die Druckabsenkung (beispielsweise das Auftauchen) zu schnell, können die Inertgase nicht mit dem Blut abtransportiert und über die Lunge abgeatmet werden, sondern perlen noch im Gewebe oder Blut aus (Sprudelflascheneffekt), was zu lebensgefährlichen Gefäßverstopfungen führt. Um die Dekompressionskrankheit zu vermeiden, darf die Verringerung des Druckes daher nur langsam im Rahmen einer kontrollierten Dekompression unter Einhaltung der erforderlichen Dekompressionszeiten erfolgen.

##### Stickstoff
Zu den bereits zuvor behandelten Effekten von Stickstoff als Inertgas tritt mit steigendem Druck ein zunehmend berauschender Effekt auf, der von Mensch zu Mensch vollkommen unterschiedliche Auswirkungen haben kann. Diese können von Angstzuständen oder Euphorie bis hin zur Bewusstlosigkeit reichen und werden allgemein unter dem Begriff Tiefenrausch (Inertgasnarkose) zusammengefasst. Bei Sporttauchern sind im Allgemeinen erste Symptome bereits ab einem Stickstoffpartialdruck von 3,2 bar zu erwarten, was einer Tauchtiefe von ungefähr 30 Metern entspricht. Die Empfindlichkeit für das Auftreten von Symptomen ist individuell sehr unterschiedlich und bei derselben Person variabel. Diverse Faktoren können die Empfindlichkeit beeinflussen, beispielsweise Gemütszustand, Tagesform, Umgebungsbedingungen oder Verwendung hormoneller Verhütungsmittel. Diese Wirkung des Stickstoffs ist der Hauptgrund für die allgemein empfohlene maximale Tauchtiefe von 40 Metern für Sporttaucher mit gewöhnlicher Pressluft sowie die Empfehlung diverser Tauchsportverbände, dass für Sporttaucher eine maximale Tiefe von 30 Meter genug seien.
Die Dekompressionskrankheit durch Gasblasenbildung aufgrund überschüssigen Inertgases im menschlichen Gewebe geht zumeist auf Stickstoff zurück.

##### Helium
Helium ist nach Stickstoff das am häufigsten – hauptsächlich im technischen und kommerziellen Tauchen – verwendete Verdünnungsgas in Atemgemischen und hat in seiner Rolle als Inertgas ebenfalls die oben behandelten Effekte. Auf Grund seiner geringen Atomgröße finden jedoch sowohl die Lösung im Gewebe wie auch die Entsättigung schneller statt als beim Stickstoff. Diese höhere Beweglichkeit (Diffusion) hat paradoxerweise eher eine Verlängerung der Dekompressionszeiten zur Folge, da der Druck sehr viel behutsamer als beim Stickstoff verringert werden muss, um ein Ausperlen des schnell aus dem Gewebe ins Blut übertretenden Heliums zu verhindern.
Auch Helium hat in größerer Tiefe eine Auswirkung auf das Zentrale Nervensystem, welches sich im sogenannten High Pressure Nervous Syndrome (HPNS; umgangssprachlich Heliumzittern) bemerkbar macht. Hauptverantwortlich ist der Vorgang der Kompression der Nervenbahnen verbunden mit dem Einfluss des Heliums, wobei die Geschwindigkeit eine entscheidende Rolle spielt: Mit den beim technischen Tauchen typischen Abtauchgeschwindigkeiten kann ab einem Bereich von 150 bis 200 m mit dem Auftreten von Symptomen gerechnet werden, während bei den sehr langsamen Druckerhöhungen im kommerziellen Tauchen Tiefen bis 600 m ohne Effekt erreicht werden können.
Weitere Eigenschaften von Helium im Vergleich zu Stickstoff sind:
- Eine geringere Dichte, wodurch bei gleichem Druck der Atemwiderstand deutlich niedriger ist.
- Eine höhere Wärmeleitfähigkeit. Daher dürfen Helium-Gemische nicht als Tariergas für einen Trockenanzug verwendet werden. Übliche Füllgase für Trockenanzüge sind Luft oder besser Argon.

##### Neon
Neon ist eine selten verwendete Komponente. Es gilt als teuer, außerdem weist es einen im Vergleich mit Helium höheren Atemwiderstand auf. Es wirkt ebenfalls im oben beschriebenen Sinn als Inertgas.

##### Wasserstoff
Wasserstoff ist eine ebenfalls exotische Komponente, die nur sehr selten bei extremen Tieftauchgängen zum Einsatz kommt. Er wirkt ebenfalls im oben beschriebenen Sinn als Inertgas.

##### Argon
Argon ist ein vergleichsweise preiswertes Edelgas, das zu 0,934 % in der natürlichen Atemluft vorkommt. Als Atemgas (Argox) ist es für Tauchgänge jedoch weitgehend ungeeignet, da es etwa um den Faktor 2,3 narkotisierender als Stickstoff ist. Ursache hierfür ist die gute Lipidlöslichkeit von Argon.

### Gebräuchliche Atemgasgemische

#### Luft
Luft (Druckluft) ist das verbreitetste Atemgasgemisch und besteht vereinfacht betrachtet aus 79 % Stickstoff und 21 % Sauerstoff sowie Resten von Kohlendioxid und Edelgasen. Die Grenzen für Sporttaucher für das Tauchen mit Luft liegen durch die narkotische Wirkung des Stickstoffes bei empfohlenen 40 m. Spätestens im Bereich von über 60 bis 70 m macht die zusätzliche Gefahr durch Sauerstoffvergiftung das Risiko nicht mehr kalkulierbar.
Der Tauchversuch eines früheren Weggefährten Cousteaus mit Luft auf circa 130 m endete tödlich.

#### Nitrox
Nitrox ist ein Gemisch aus Stickstoff (engl. Nitrogen) und Sauerstoff (englisch Oxygen). Der Sauerstoffanteil des Nitroxgemisches variiert je nach Bedarf und Verwendungszweck. Die gängigsten Nitroxgemische beim Sporttauchen haben einen Sauerstoffanteil von 32 bis 40 %. Beim technischen Tauchen werden auch Gemische mit höheren Sauerstoffgehalten verwendet. Üblich ist hier, abgesehen vom reinen Sauerstoff, ein Gemisch mit 50 % Sauerstoffanteil (teilweise auch als Safe Air bezeichnet) zur Dekompression. Durch den verringerten Stickstoffanteil wird das Risiko eines Dekompressionsunfalls gesenkt (bei Verwendung einer/s Tabelle/Tauchcomputers für Luft) bzw. zur Verkürzung der Dekompressionszeiten verwendet. Wird mit Nitroxtabellen/Computer mit Nitroxfunktion getaucht, resultieren daraus längere Nullzeiten, jedoch entfällt der zusätzliche Sicherheitsaspekt. Die Vermarktung von Nitrox, als sicherere Variante gegenüber Pressluft, stimmt daher nur unter den oben im Text genannten Bedingungen. Eine erhöhte Gefahr der Sauerstoffvergiftung (Paul-Bert-Effekt) ist jedoch immer gegeben und begrenzt die maximale Tauchtiefen.

#### Sauerstoff
Reiner Sauerstoff wird beim technischen Tauchen als Dekompressionsgas verwendet, um die Dekompressionszeiten zu verkürzen. Die Einsatztiefe ist jedoch theoretisch auf die letzten Dekompressionsstopps bei 3 bis 6 m begrenzt.
Eine Sonderanwendung ist die Verwendung in Sauerstoff-Kreislaufgeräten (Rebreather).

#### Gasgemische für das technische Tauchen
- Trimix ist eine Mischung aus Sauerstoff, Stickstoff und Helium und wird beim technischen Tauchen für Tauchtiefen bis 200 m, beim kommerziellen Tauchen auch tiefer, verwendet.
- Triox ist eine normoxische Mischung aus Sauerstoff, Stickstoff und Helium und wird beim Tauchen bis 60 m verwendet. Übliche Mischungen sind 30/30 = 30 % Sauerstoff, 30 % Helium und 40 % Stickstoff (für Tauchen bis 40 m) sowie 21/35 = 21 % Sauerstoff, 35 % Helium und 44 % Stickstoff. Triox wird auch als normoxisches Trimix bezeichnet.
- Heliair ist eine Mischung aus Luft und Helium und findet dieselbe Verwendung wie Trimix.
- Heliox ist eine Mischung aus Helium und Sauerstoff (Oxygen), die beim kommerziellen Tauchen in großen bis sehr großen (600 m) Tiefen verwendet wird.
- Neox ist eine selten verwendete Mischung aus Neon und Sauerstoff (Oxygen). Die Mischung gilt als teuer.
- Hydreliox ist eine Mischung aus Wasserstoff (Hydrogen), Helium und Sauerstoff (Oxygen) und verhält sich ähnlich wie Heliummischungen. Durch ausreichend niedrige Anteile der zwei potentiellen Verbrennungspartner Wasserstoff und Sauerstoff im Dreikomponentengemisch – unterhalb der Explosionsgrenze – kann die Explosivität (und Brennbarkeit) vermieden werden.
- Hydrox ist eine Mischung aus Wasserstoff (Hydrogen) und Sauerstoff (Oxygen), welche für extreme Tauchgänge eingesetzt wird (1992 Fa. COMEX 701 m in einer Druckkammer, 534 m im Freiwasser). Auf Grund der Explosivität der Sauerstoff-Wasserstoff-Mischung kann dieses Gemisch nur ab Tiefen eingesetzt werden, bei denen der Sauerstoffpartialdruck unterhalb der Explosionsgrenze liegt.

### Sonderfälle
- Die Flüssigkeitsatmung ist eine lediglich im Labormaßstab getestete Möglichkeit mit Vorteilen beim Austauchen (Dekomprimieren).
- Künstliche Kiemen sind als futuristische Methode zu sehen, die im Rahmen des Homo Aquaticus diskutiert wurde.